# 那琴半島地質海洋公園
那琴半島地質海洋公園位於广东省江门市台山大广海湾经济区北陡镇， 西部沿海高速公路北陡收费站以南26公里，距離高铁恩平站僅55公里。此公園是國家4A級景區，江門沿海唯一一处国家地質公園。

## 自然資源
園內栖息多種珍稀動植物，也包括了海豚保護區。數不清的花崗岩耸立在南海之濱，半島之上。故此中國國務院已將其列入國家4A級景區。